# Benjamin Gerschewitsch Wechter
Benjamin Gerschewitsch Wechter (russisch Беньямин Гершевич Вехтер; * 23. August 1939 in Bukarest; † 19. April 2017 in Chicago) war ein sowjetischer bzw. moldauischer Theoretischer Physiker und Hochschullehrer.

## Leben
Als in der Folge des Hitler-Stalin-Pakts Bessarabien 1940 Teil der Sowjetunion wurde, kehrte die Familie Wechter nach Kischinau zurück. Benjamin Wechter schloss 1961 sein Studium an der Physikalisch-Mathematischen Fakultät der Moldauischen Staatlichen Universität in Kischinau ab. 1965 verteidigte er an der Universität Kasan erfolgreich seine Kandidat-Dissertation über Effekte von Elektron-Phonon-Wechselwirkungen in komplexen Übergangsmetallen. Er arbeitete im Laboratorium für Quantenchemie des Instituts für Chemie der Moldauischen Akademie der Wissenschaften als Wissenschaftlicher Assistent Isaak Bersukers. 1975 verteidigte er am Institut für chemische Physik der Akademie der Wissenschaften der Sowjetunion erfolgreich seine Doktor-Dissertation über den Jahn-Teller-Effekt in Molekülen und Kristallen.
1991 wanderte Wechter in die USA aus. Er lehrte und forschte an der Northwestern University und war Professor an der University of Chicago. Seine Arbeiten über Elektron-Phonon-Wechselwirkungen in Molekülen und Kristallen waren grundlegend. Er klärte den Effekt der Schwingungswechselwirkung auf Magnetresonanzspektren und optische Spektren auf und entwickelte die Theorie des kooperativen Jahn-Teller-Effektes in Kristallen. In seinen letzten Jahren beschäftigte er sich mit Medizin und Biostatistik.
Wechter war verheiratet mit der Elektrochemikerin und Kandidatin der Chemischen Wissenschaften Sofia Markowna geb. Bardin-Stein.